# Municipio de Mulegé
Mulegé, oficialmente llamado Municipio Libre de Mulegé, es uno de los cinco municipios en los que se divide el estado mexicano de Baja California Sur. Su cabecera municipal es Santa Rosalía y las ciudades más pobladas son su cabecera, Guerrero Negro y Mulegé.
El 27 de febrero de 2020 con la erección del municipio de San Quintín y el 2 de julio de 2021 con la creación del municipio de San Felipe —creados con parte del municipio de Ensenada en el estado de Baja California—, Mulegé se convirtió en el segundo municipio más grande del país, después de San Quintín.

## Localización
El municipio de Mulegé se ubica entre los paralelos 26° 24’ y 28° 01’ de latitud norte; los meridianos 111° 33’ y 115° 14’ de longitud oeste; altitud entre 1 y 1,900 m.
Colinda al norte con el Océano Pacífico, el estado de Baja California y el Golfo de California (Mar de Cortés); al este con el Golfo de California (Mar de Cortés) y el municipio de Loreto; al sur con los municipios de Loreto, Comondú y el Océano Pacífico; al oeste con el Océano Pacífico.

## Geografía
El municipio de Mulegé tiene una extensión territorial total de 33 092 kilómetros cuadrados que equivalen al 44.91% de la superficie total de Baja California Sur, lo que lo convierte en el segundo municipio más grande del país, solo detrás de San Quintín con 35,191.9 km2. Es territorialmente discontinuo por una pequeña península, un exclave rodeado por el municipio de Loreto.
El punto más elevado del municipio es el volcán Las Tres Vírgenes, con 1940 metros sobre el nivel del mar.

## Demografía

### Localidades
El municipio de Mulegé tiene una totalidad de 459 localidades, las principales y su población en 2020 son las siguientes:
| Código INEGI      | Localidad                              | Población (2020) |
| ----------------- | -------------------------------------- | ---------------- |
| 030020001         | Santa Rosalía                          | 14 357           |
| 030020066         | Guerrero Negro                         | 13 596           |
| 030020482         | Villa Alberto Andrés Alvarado Arámburo | 10 897           |
| 030020097         | Mulegé                                 | 3 834            |
| 030020015         | Bahía Tortugas                         | 2 367            |
| 030021435         | San Francisco                          | 1 919            |
| 030020014         | Bahía Asunción                         | 1 453            |
| 030020798         | Las Margaritas                         | 1 145            |
| 030020056         | Estero de la Bocana                    | 1 013            |
| 030020149         | San Ignacio                            | 521              |
| Otras localidades | Otras localidades                      | 12 920           |
| Total municipal   | Total municipal                        | 64 022           |

## Política

### Subdivisión administrativa
El municipio se divide en seis delegaciones municipales, estas se dividen en subdelegaciones además de la cabecera municipal que es Santa Rosalía:
- Bahía Tortugas

Subdelegaciones:
-Puerto nuevo
-Punta eugenia
-Isla natividad
- Bahía Asunción

Subdelegaciones:
-La Bocana
-Punta Prieta
-San Hipólito
-San Roque
- Punta Abreojos
- Villa Alberto Alvarado

Subdelegaciones:
-Ejido Emiliano Zapata
-Ejido Guillermo P. (Prieto)
-Ejido Ángel César Mendoza Aramburo
-Ejido Francisco J. Mújica
-Ejido Gustavo Díaz O. (Ordaz)
- Guerrero Negro

Subdelegaciones:
-Ejido Benito Juárez
-Colonia Laguneros
- San Ignacio

Subdelegaciones:
Laguna de San Ignacio
-El Patrocinio
-San Juan de Las Pilas
-San Joaquín
-Alfredo V. Bonfil
-Santa Martha
-San Francisco de La Sierra
-San José de Gracia
- Mulegé

Subdelegaciones:
-Palo Verde
-San Bruno
-San José de Magdalena
-San Lucas
-Isla de San Marcos
-Santa Águeda
-San Estanislao
fuente e-local
La Bocana

### Gobierno municipal
El municipio es gobernado por un ayuntamiento integrado por un presidente, un síndico y nueve regidores. Los integrantes del ayuntamiento se eligen popularmente cada tres años. Los presidentes desde 1990 han sido los siguientes: 
| Periodo   | Presidente municipal        | Partido(s) postulante(s) | Margen de victoria electoral |
| --------- | --------------------------- | ------------------------ | ---------------------------- |
| 1990-1993 | Jesús Murillo Aguilar       | PRI                      | 13.7%                        |
| 1993-1996 | Alberto Flores Yee          | PRI                      | 12.0%                        |
| 1996-1999 | José Manuel Rojas Aguilar   | PRI                      | 1.6%                         |
| 1999-2002 | Enrique Garáyzar Asiáin     | PAN                      | 12.6%                        |
| 2002-2005 | Marco Antonio Núñez Rosas   | PRI                      | 1.8%                         |
| 2005-2008 | Pedro Graciano Osuna López  | PRD-Convergencia         | 12.4%                        |
| 2008-2011 | José Manuel Murillo Peralta | PRD-PT-Convergencia      | 5.4%                         |
| 2011-2015 | Guillermo Santillán Meza    | PRD-PT                   | 3.9%                         |
| 2015-2018 | Cecilia López González      | PAN-PRS                  | 13.3%                        |
| 2018-2021 | José Felipe Prado Bautista  | PANAL                    | 2.0%                         |
| 2021-2024 | Edith Aguilar Villavicencio | PAN-PRI-PRD-PH-PRS       | 7.8%                         |

### Representación legislativa
Para la elección de diputados locales al Congreso de Baja California Sur y de diputados federales a la Cámara de Diputados federal, el municipio se encuentra integrado en los siguientes distritos electorales uninominales:
Local:
- XIII Distrito Electoral Local de Baja California Sur con cabecera en Santa Rosalía.
- XIV Distrito Electoral Local de Baja California Sur con cabecera en Guerrero Negro.
- XV Distrito Electoral Local de Baja California Sur con cabecera en Bahía Tortugas.

Federal:
- I Distrito Electoral Federal de Baja California Sur con cabecera en Santa Rosalía.[12]

## Personajes destacados
- Vicente Romo, beisbolista. Apodado "Huevo". Primer sudcaliforniano en llegar a Las Grandes Ligas.
- Enrique Romo, beisbolista. Hermano de Vicente Romo. Formó parte de los Marineros de Seattle y los Piratas de Pittsburgh.
- Japhet Amador, beisbolista. Jugador de las Águilas de Rakuten y los Charros de Jalisco.